# SUCNR1
SUCNR1 (англ. Succinate receptor 1) – білок, який кодується однойменним геном, розташованим у людей на короткому плечі 3-ї хромосоми.  Довжина поліпептидного ланцюга білка становить 334 амінокислот, а молекулярна маса — 38 698.
| 10         |  | 20         |  | 30         |  | 40         |  | 50         |
| ---------- |  | ---------- |  | ---------- |  | ---------- |  | ---------- |
| MLGIMAWNAT |  | CKNWLAAEAA |  | LEKYYLSIFY |  | GIEFVVGVLG |  | NTIVVYGYIF |
| SLKNWNSSNI |  | YLFNLSVSDL |  | AFLCTLPMLI |  | RSYANGNWIY |  | GDVLCISNRY |
| VLHANLYTSI |  | LFLTFISIDR |  | YLIIKYPFRE |  | HLLQKKEFAI |  | LISLAIWVLV |
| TLELLPILPL |  | INPVITDNGT |  | TCNDFASSGD |  | PNYNLIYSMC |  | LTLLGFLIPL |
| FVMCFFYYKI |  | ALFLKQRNRQ |  | VATALPLEKP |  | LNLVIMAVVI |  | FSVLFTPYHV |
| MRNVRIASRL |  | GSWKQYQCTQ |  | VVINSFYIVT |  | RPLAFLNSVI |  | NPVFYFLLGD |
| HFRDMLMNQL |  | RHNFKSLTSF |  | SRWAHELLLS |  | FREK       |  |            |

A: Аланін

C: Цистеїн

D: Аспарагінова кислота

E: Глутамінова кислота

F: Фенілаланін

G: Гліцин

H: Гістидин

I: Ізолейцин

K: Лізин

L: Лейцин

M: Метіонін

N: Аспарагін

P: Пролін

Q: Глутамін

R: Аргінін

S: Серин

T: Треонін

V: Валін

W: Триптофан

Кодований геном білок за функціями належить до рецепторів, g-білокспряжених рецепторів, білків внутрішньоклітинного сигналінгу. 
Локалізований у клітинній мембрані, мембрані.